# 日本簿記学会
日本簿記学会（にほんぼきがっかい、英: The Japan Boki Association）は、簿記の理論、実務および教育などの振興をはかり、会計学および会計実務の一層の発展に寄与することを目的として、1985年に設立された学会組織である。日本学術会議協力学術研究団体に指定されている。大学・高等学校・専門学校教員・公認会計士・税理士・経理担当会社員・コンサルタント等の会員の他、法人会員も擁している。学会事務局は株式会社白桃書房である。

## 研究部会
1. 簿記理論研究部会 - 会計理論との関連、勘定理論、簿記史、勘定科目と仕訳の標準化等の総合的研究を主な課題とする。
2. 簿記実務研究部会 - OA化への簿記の対応、取引の多様化・複雑化に伴う記帳方式等の研究を主な課題とする。
3. 簿記教育研究部会 - 大学その他の教育機関における簿記教育の効果的方法の研究を主な課題とする。